# Chinaman
Die dänische Tragikomödie Chinaman (dänischer Originaltitel: Kinamand, TV-Titel: Liebe süßsauer) wurde 2005 auf dem Karlovy Vary International Film Festival vorgestellt und gewann dort Preise. Sie thematisiert den Zusammenstoß zweier Kulturen, der chinesischen und der dänischen.

## Handlung
Eigentlich wollen der Klempner Keld und seine Frau Rie, seit 25 Jahren verheiratet, zusammen in Urlaub fahren. Aber dann verlässt sie ihn und fährt allein. Keld wird zunehmend gereizter, vernachlässigt sein Geschäft, legt sich mit Kunden an. Nach und nach muss er seine Einrichtung verkaufen.
Er beginnt viel Zeit im nahen China-Restaurant zu verbringen, isst sich durch die Speisekarte. Als es eines Tages einen Rohrbruch in der Küche gibt, verhindert Keld Schlimmeres.
Es entwickelt sich eine Freundschaft zwischen Keld und dem Restaurant-Besitzer Feng. Erst renoviert Keld die marode Küche für Bezahlung in Naturalien. Dann bittet Feng Keld, eine Schein-Ehe mit seiner Schwester Ling einzugehen, damit sie eine Aufenthaltsberechtigung für Dänemark erhält. Dieser geht darauf ein.
Ling ist sehr schön und spricht kein Wort Dänisch. Die beiden kommunizieren mittels eines Wörterbuches und Keld belegt sogar einen Chinesisch-Kurs. Sie verlieben sich ineinander.
Das Glück ist nicht von Dauer, Ling stirbt an einem angeborenen Herzfehler. Keld reist mit der Urne in ihre Heimat und verstreut die Asche im Fluss, wie es in ihrer Familie seit Generationen Brauch ist.

## Kritiken
"Mit "Liebe süßsauer" inszenierte Henrik Ruben Genz einen Spielfilm, der durch Lakonik, Trockenheit, Witz und Präzision begeistert und seine emotionale Geschichte ganz ohne Sentimentalität erzählt." br-online.de (Memento vom 4. Mai 2007 im Internet Archive).

## Preise und Nominierungen
- Karlovy Vary International Film Festival 2005: Award of Ecumenical Jury: Henrik Ruben Genz
- Karlovy Vary International Film Festival 2005: FIPRESCI Prize: Henrik Ruben Genz für "die amüsante und treffende Darstellung eines lebendigen Zusammenstoßes zweier Kulturen"
- Karlovy Vary International Film Festival 2005: nominiert für den Crystal Globe: Henrik Ruben Genz
- Robert 2006: nominiert für beste männliche Hauptrolle: Bjarne Henriksen
- Robert 2006: nominiert für  bestes Make-Up: Liz Louis-Jensen
- Bodil 2006: nominiert für beste männliche Hauptrolle: Bjarne Henriksen
- Bodil 2006: nominiert für beste männliche Nebenrolle: Lin Kun Wu

## Dies und Das
Laut IMDB war Mette Horn ursprünglich als Nachbarin von Keld geplant, wurde aber rausgeschnitten. Auf der DVD sind einige der Szenen enthalten.